# Mucha Lucha
Mucha Lucha (originaltitel: ¡Mucha Lucha!) är en mexikansk-kanadensisk-amerikansk animerad TV-serie skapad av Eddie Mort och Lili Chin som producerades av Fwak! Animation, Bardel Entertainment, Collideascope, Televisa, och Warner Bros. Animation. Serien sändes först i kanalen Kids WB, Teletoon, och Canal 5 mellan 2002 och 2005 samt i Cartoon Network.